# Horatio G. Wright
Horatio Gouverneur Wright (6. marts 1820 – 2. juli 1899) var en ingeniør og general i den amerikanske hær under den amerikanske borgerkrig. Efter krigen deltog han i en række ingeniørprojekter, herunder Brooklyn Bridge og færdiggørelsen af Washington Monument, og gjorde desuden tjeneste som øverstkommanderende for ingeniørkorpset.

## Tidlige år
Wright blev født i Clinton, Connecticut, som søn af Edward og Nancy Wright. Da han var 14 kom han ind på Alden Partridges militær akademi i Vermont (nu Norwich University). I 1837 kom han på West Point og tog eksamen som nr. 2 i sin årgang på 52 fra militærakademiet i 1841 og blev officer i ingeniørtropperne. Han underviste i ingeniørkunst og fransk på West Point i de næste år. I 1846 blev han sendt til Florida, hvor han i 10 år arbejdede med havnen i St. Augustine og forsvaret af Key West. I 1855 blev han forfremmet til kaptajn og gjorde tjeneste som assistent for lederen af ingeniørkorpset oberst Joseph G. Totten i det følgende år. I denne periode blev han udpeget som medlem af en militær kommission, som skulle undersøge jernlavetter til brug ved fremstilling af flådekanoner og kravspecifikation for 15 tommer kanonen. Han var medforfatter af Report on Fabrication of Iron for Defenses, som blev udgivet i 1871–72) baseret på hans tid i kommissionen.

## Borgerkrigen
I starten af krigen tog Wright del i evakueringen og ødelæggelsen af Gosport Navy Yard (senere omdøbt til Norfolk Navy Yard) den 20. april 1861 for at undgå at den blev udnyttet af styrker fra Amerikas Konfødererede Stater. Han blev taget til fange under denne operation, men blev løsladt fire dage senere.
Wright begyndte at bygge forsvarsværker omkring Washington, D.C., indtil han blev tildelt 3rd Division i Department of Northeast Virginia under generalmajor Samuel P. Heintzelman. Efter at have gjort tjeneste som overingeniør i 3. division under det Første slag ved Bull Run den 1. juli 1861 blev Wright forfremmet til major i august. I den følgende måned blev han forfremmet til brigadegeneral i den frivillige hær og udnævnt til chefingeniør i general Thomas W. Shermans ekspedition til Port Royal i november 1861. Hans succeser mens han førte tropper mod Jacksonville, St. Augustine, og andre militære mål på kysten af Florida fra februar til juni 1862 førte til at han blev forfremmet til generalmajor i den frivillige hær og kommandør af den nyopstillede Army of the Ohio i marts 1863. I denne stilling spillede han en stor logistisk rolle i afvisningen af den konfødererede general Braxton Braggs invasion af Kentucky i 1862. Hans udnævnelse til generalmajor blev ikke bekræftet af Senatet og blev trukket tilbage i marts 1863. Som brigadegeneral blev han ikke betragtet som tilstrækkelig højtrangerende til at kunne blive tildelt kommandoen over et militærområde og generalmajor Ambrose Burnside blev sendt af sted for at afløse ham. Med rapport til Burnside forblev Wright i kort tid som kommandør af militærdistriktet Vestlige Kentucky inden han tog tilbage øst på.
I maj 1863 fik Wright kommandoen over 1st Division i VI Korps i Army of the Potomac under generalmajor John Sedgwick. Hans første slag som divisionskommandør var Slaget ved Gettysburg i juli 1863, hvor hans tropper blev holdt i reserve. Korpset kom i kamp i Mine Run kampagnen i november 1863 og i Slaget ved the Wilderness den 5. maj og 6. maj 1864. Efter general Sedgwicks død i Slaget ved Spotsylvania Court House den 9. maj overtog Wright kommandoen over VI Korps og blev forfremmet til generalmajor i den frivillige hær (denne gang bekræftet af senatet) og blev midlertidig oberst i den regulære hær den 12. maj 1864.
Wrights korps kæmpede i Slaget ved Cold Harbor fra 3. juni til 12. juni 1864. I Shenandoah kampagnen blev han sendt til Washington DC for at forsvare byen mod generalløjtnant Jubal A. Earlys raid den 11. juli og 12. juli 1864, som kommandør af Washington Emergency Defense Force, som bestod af VI, VIII og XIX Korps. Under slaget ved Fort Stevens, blev han kendt for at have inviteret præsident Abraham Lincoln til at stå sammen med sig på en brystning hvor de var udsat for fjendtlig ild. En ung løjtnant Oliver Wendell Holmes, råbte til præsidenten om at komme i dækning.
Wright havde igen kommandoen over VI Korps under generalmajor Philip Sheridan's Shenandoah kampagnen fra 6. august til 16. oktober 1864. Wright ledede kampen i slaget ved Cedar Creek den 19. oktober inden General Sheridans ankomst.
Under belejringen af Petersburg var VI Korps den første enhed som gennembrød de konfødereredes forsvar den 2. april 1865. Efterfølgende under kommando af Sheridan besejrede det de konfødererede styrker i slaget ved Sayler's Creek den 6. april 1865, som førte til tilfangetagelsen af et stort antal konfødererede soldater, herunder generalløjtnant Richard S. Ewell. For Wrights handlinger ved Petersburg blev han forfremmet til midlertidig generalmajor i den regulære hær.

## Efter krigen
I genforeningsperioden havde Wright kommandoen over Army of Texas fra juli 1865 til august 1866. Han blev forfremmet til oberstløjtnant i ingeniørkorpset i november. Inden han afsluttede sin tjeneste i den frivillige hær i september 1866 var han involveret i et antal ingeniørprojekter, herunder Brooklyn Bridge og færdiggørelsen af Washington Monument. Forfremmet til oberst i marts 1879 blev Wright senere udnævnt til leder af ingeniørkorpset og forfremmet til brigadegeneral i juni 1879. Han gik på pension med denne rang den 6. marts 1884, og boede i Washington, D.C., indtil sin død i 1899. Han ligger begravet på Arlington National Cemetery under en obelisk rejst af veteraner fra VI Korps, med ansigtet vendt mod Washington Monumentet som han færdiggjorde.
Byen Fort Wright, Kentucky, er opkaldt efter ham. Fortet —som er en skanse—blev planlagt under de konfødereredes invasion af Kentucky i sommeren 1862 mens Wright havde kommandoen over Department of the Ohio. Fortet blev færdigt i 1863.
Fort H. G. Wright på den vestlige spids af Fishers Island, New York, er også opkaldt efter ham.

## Yderligere læsning
- Ballard, Joe N., The History of the U.S. Army Corps of Engineers, DIANE Publishing, 1998, ISBN 0-7881-7666-8. Google Book Search. Retrieved on December 23, 2007.
- Lossing, Benson John and Woodrow Wilson, Harper's Encyclopedia of United States History from 458 A. D. to 1909, Harper & Brothers Publishing, 1906.

## Eksterne links
- US Army Corps of Engineers: Portraits and Profiles, 1775 to Present – Brigadier General Horatio Gouverneur Wright Arkiveret 6. marts 2005 hos  Wayback Machine
- Union Generals: Horatio Gouverneur Wright, USA Arkiveret 30. september 2007 hos  Wayback Machine
- General H. G. Wright – Life and Times
- Texas Archival Resources Online: Guide to the U.S. General Horatio Wright Letter, 1865